# Sourdon

Sourdon este o comună în departamentul Somme, Franța. În 1 ianuarie 2022 avea o populație de 308 de locuitori.